# Andreas Gustafsson
Andreas Kjell Gustafsson Berg (ur. 28 lutego 1991 w Delsbo) – szwedzki zawodnik mieszanych sztuk walki (MMA) średniej i półśredniej. Od 2024 związany z amerykańską organizacją UFC. Wcześniej walczył także dla brytyjskiej Cage Warriors, bahrajńskiej Brave CF oraz polskiej KSW.
Zdobył srebro na Mistrzostwach Świata IMMAF 2018 oraz trzy zwycięstwa poza IMMAF, dzięki czemu został wybrany przez portal mmaViking.com najlepszym amatorskim zawodnikiem roku 2018 w kategorii nordyckiej.
W sierpniu 2024 roku, wygrał kontrakt z największą organizacją MMA na świecie – Ultimate Fighting Championship, pokonując przez techniczny nokaut Pata Pytlika.

## Lista zawodowych walk w MMA
| Wynik     | Bilans | Przeciwnik (bilans przed walką)  | Rozstrzygnięcie                | Runda | Czas | Rozgrywki                                  | Data       | Miejsce    | Uwagi                                                 |
| --------- | ------ | -------------------------------- | ------------------------------ | ----- | ---- | ------------------------------------------ | ---------- | ---------- | ----------------------------------------------------- |
| Wygrana   | 12-2   | Khaos Williams (15-4)            | Decyzja (jednogłośna)          | 3     | 5:00 | UFC 316: Dvalishvili vs. O'Malley 2        | 31.05.2025 | Las Vegas  | Debiut w UFC.                                         |
| Wygrana   | 11-2   | Pat Pytlik (9-1)                 | TKO (kolana na głowę)          | 2     | 3:20 | Dana White’s Contender Series 2024: Week 2 | 20.08.2024 | Las Vegas  | Pojedynek o kontrakt z UFC.                           |
| Wygrana   | 10-2   | Dominic Schober (13-10)          | TKO (ciosy pięściami)          | 1     | 0:10 | Fight Club Rush 18                         | 25.11.2023 | Vasteras   | Limit umowny -85,4 kg.                                |
| Wygrana   | 9-2    | Toni Lampinen (8-4)              | TKO (ciosy pięściami)          | 2     |      | Fight Club Rush 16                         | 03.06.2023 | Vasteras   |                                                       |
| Przegrana | 8-2    | Joilton Lutterbach (37-10. 1 NC) | Decyzja (większościowa)        | 3     | 5:00 | Brave CF 70                                | 23.04.2023 | Lublana    | Debiut i przejście do wagi półśredniej. Co-Main Event |
| Wygrana   | 8-1    | David Hošek (8-3-1)              | TKO (ciosy pięściami)          | 1     | 2:33 | KSW 79: De Fries vs. Duffee                | 25.02.2023 | Liberec    |                                                       |
| Wygrana   | 7-1    | Łukasz Dziudzia (6-4-1)          | TKO (ciosy pięściami)          | 2     | 0:49 | Fight Club Rush 14                         | 26.11.2022 | Vasteras   |                                                       |
| Przegrana | 6-1    | Damian Janikowski (4-3)          | Decyzja (niejednogłośna)       | 3     | 5:00 | KSW 55: Askham vs. Khalidov 2              | 10.10.2020 | Łódź       | Debiut w KSW.                                         |
| Wygrana   | 6-0    | Miro Jurković (10-2)             | TKO (ciosy pięściami)          | 3     | 4:10 | Brave CF 39                                | 15.08.2020 | Sztokholm  | Debiut w Brave CF                                     |
| Wygrana   | 5-0    | Shaun Lomas (26-80)              | TKO (ciosy pięściami)          | 2     |      | Shogun MMA 3                               | 12.10.2019 | Spennymoor |                                                       |
| Wygrana   | 4-0    | Givago Francisco (7-4)           | Decyzja (jednogłośna)          | 3     | 5:00 | Fight Club Rush 5                          | 31.08.2019 | Vasteras   |                                                       |
| Wygrana   | 3-0    | Amilcar Alves (18-17)            | TKO (ciosy pięściami)          | 3     | 3:15 | Austrian Fight Challenge 10                | 04.05.2019 | Wiedeń     |                                                       |
| Wygrana   | 2-0    | Ismar Blagoje (0-0)              | Poddanie (scarf hold)          | 1     | 4:02 | Cage Warriors 103                          | 09.03.2019 | Kopenhaga  | Debiut w Cage Warriors.                               |
| Wygrana   | 1-0    | Ole Magnor (3-5)                 | Poddanie (duszenie zza pleców) | 2     |      | Fight Club Rush 4                          | 27.01.2019 | Vasteras   | Debiut w wadze średniej.                              |